# 1009
1009 là một năm trong lịch Gregory, trong âm lịch ứng với một phần năm Giáp Tuất và Kỷ Dậu.

## Sự kiện
- Nhà Tiền Lê sụp đổ.
- Vua Lý Thái Tổ lên ngôi hoàng đế.
- 14 tháng 1: Lần đầu tiên Litva được đề cập.
- Suleiman II kế vị Mohammed II làm Caliph của Cordoba.
- Người Viking liên tục tấn công Anh.

## Sinh
- 14 tháng 12--- Go-Suzaku

## Mất
- Tháng 7— Giáo hoàng John XVIII
- 19 tháng 11 - Lê Long Đĩnh, hoàng đế cuối cùng của nhà Tiền Lê.
- Bruno của Querfurt